# Dark the Suns
Dark the Suns est un groupe de dark metal finlandais, originaire de Jyväskylä. En 2012, le groupe annonce sur sa page officielle sa séparation.

## Biographie
Dark the Suns est formé en 2005 à Jyväskylä, en Finlande, par le guitariste et chanteur Mikko Ojala. Officient dans un registre dark gothique, le groupe combine de belles mélodies de piano avec des chants teintés de riff de guitare plus ou moins Death metal, ce qui en ressort une musique au style mélodique et atmosphérique, mais très énergique.
Dark The Suns était à l'origine formé comme le projet de solo de Mikko Ojala en 2005 dans la ville Valkeakoski. La première démo du groupe Sleeping Beauty où Mikko joue tous les instruments lui-même est publié en 2005. Au début de l'année 2006 Dark the Suns s'est installé à Jyväskyl et le projet individuel de Mikko se grandit en un groupe complet quand Juha Kokkonen a rejoint le groupe comme claviériste, Inka Tuomaalla comme bassiste et Markus Lehtinen comme batteur. À l'automne 2006, le groupe signe chez le label Firebox Records et sort son premier album intitulé In Darkness Comes Beauty en novembre 2007, ainsi que l'EP The Dead End au printemps suivant. Le 25 mars 2009 sort leur deuxième album intitulé All Ends in Silence toujours chez le label Firebox Records.
Le 24 novembre 2010 sort leur troisième album intitulé Sleepwalking in a Nightmare chez Firebox Records. Il était initialement prévu pour automne 2010. Il est réédité le 27 mars 2012 aux États-Unis par Metalhit. En 2015, le groupe revient pour la sortie d'une compilation intitulée Life Eternal le 15 décembre au label Inverse Records. Cette même année, le groupe décide de se séparer et de prendre une pause.

## Discographie
- 2005 : Sleeping Beauty (démo)
- 2007 : In Darkness Comes Beauty
- 2008 : The Dead End (single)
- 2009 : All Ends in Silence
- 2010 : Sleepwalking in a Nightmare
- 2011 : Evensong (single)

## Membres

### Derniers membres
- Inka Tuomaala - basse, claviers
- Mikael Saalasti - batterie
- Eliisa Tuomanen - chant
- Mikko Ojala - chant, guitare

### Anciens membres
- Eino Kauppila - batterie
- Joonas Paananen - guitare
- Pinja Haikala - claviers
- Markus Lehtinen - batterie
- Juha Kokkonen - guitare, claviers